# دانیل فرانک (ورزشکار)
دانیل فرانک (انگلیسی: Daniel Frank; ۱ ژانویهٔ ۱۸۸۲ – ۲۰ مارس ۱۹۶۵) ورزشکار دو و میدانی اهل ایالات متحده آمریکا بود.